# Pax (gudinna)
Pax var fredens gudinna i romersk mytologi. Hon var dotter till Zeus och Themis.
Under Augustus tid infördes en officiell kult av Freden, Pax, och till dess ära uppfördes i Rom ett fredsaltare, Ara Pacis.
Hennes motsvarighet i grekisk mytologi är gudinnan Irene.